# Beni Chiker
Bni Chiker (àrab: بني شيكر, B'nī Xīkr; amazic estàndard marroquí: ⴱⵏⵉ ⵛⵉⴽⵔ, Bni Cikr) és una comuna rural de la província de Nador, la regió de L'Oriental, al Marroc. Segons el cens de 2014 tenia una població total de 26.884 persones. Es troba a la regió del Rif, a la província de Nador, a 4 km de la ciutat espanyola de Melilla i a 25 km de la ciutat de Nador. El 2006 tenia una població de menys de 5.000 habitants, essencialment amazics. L'àrab és tanmateix utilitzat per als assumptes religiosos i administratius, i una part de la població comprèn el castellà a causa de la proximitat de Melilla. La població, anomenada també guelaya, empesa per la fam, va immigrar en gran part a Orà durant els anys 1940. Al voltant de 1960, centenars de treballadors van abandonar la comuna rumb a Alemanya, Benelux i França, i més tard a Espanya. El poble és conegut pel seu mercat dels diumenges i les ruïnes d'una antiga fortalesa espanyola de Cazaza. És el poble natal de l'autor Mohamed Choukri i la política franco-marroquina Najat Vallaud-Belkacem.